# Кодебський Олексій Іванович
Кодебський Олексій Іванович (*2 жовтня 1948) — український діяч місцевого самоврядування, сільський голова Петропавлівсько-Борщагівської сільської ради з 1983 року. Член Ради сільських і селищних голів при Кабінеті Міністрів України. Орден «За заслуги» ІІІ ступеня (2007).

## Біографія
Народився 2 жовтня 1948 року у селі Петропавлівська Борщагівка.
З 1970 по 1983 роки обирався депутатом сільської ради.

## Відзнаки
- 2007 р. — орден «За заслуги» ІІІ ступеня — «За вагомий особистий внесок у розвиток конституційних засад української державності, багаторічну сумлінну працю, високий професіоналізм»[1].